# Fossickers Way
Der Fossickers Way ist eine Hauptverbindungsstraße im Nordosten des australischen Bundesstaates New South Wales. Er verbindet Nundle in der Region New England mit dem Gwydir Highway in Warialda und Glen Innes und dem New England Highway in Tamworth und Glen Innes.

## Namensherkunft
Der Name Fossickers Way bezieht sich auf eine bestimmte Gruppe von Städten im Nordosten von New South Wales, wo man eine große Menge Gold und Edelsteine fand. Hauptsächlich fanden Europäer ab den 1850er-Jahren diese edlen Metalle und Minerale. Vorher nutzten Aboriginesstämme, wie z. B. die Werawai aus der Gegend von Nundle diese Lagerstätten um Material für die Herstellung von Werkzeugen, z. B. Äxten, zu gewinnen.
Der Fossickers Way durchzieht die Westhänge des Tafellandes von New England und verläuft so durch einige der reichsten Edelsteinlagerstätten der Welt. Dort findet man Saphire, Zirkone, Jaspis, Chrysoprase, Rhodonite, Kristalle und sogar Gold.
1851 fand der Goldgräber Nathan Burrows in Nundle Gold und erzählte dies gleich seinen Freunden in Tamworth. So begann der Goldrausch in dieser Gegend.

## Verlauf
Von Nundle führt die Straße nach Norden, entlang am Peel River und am Ufer des Chaffey-Stausees. Bei Nemingha trifft sie auf den New England Highway (N15) / Oxley Highway (R34) und folgt ihm einige Kilometer nach Westen bis Tamworth. Dort zweigt sie nach Norden ab und führt über die westlichen Ausläufer der Moonbi Range nach Manilla, wo sie den Namoi River überquert und seinem Nebenfluss Manilla River flussaufwärts folgt. Über Barraba und Bingara führt der Fossickers Way weiter nach Norden und quert den Gwydir River, bevor er bei Warialda den Gwydir Highway (R38) erreicht.
Von dort aus führt die Warialda Road als Staatsstraße 95 nach Norden weiter, während der Fossickers Way dem Gwydir Highway über Delungra und Inverell nach Glen Innes folgt. Dabei quert er bei Inverell den Macintyre River. In Glen Innes endet der Fossickers Way am New England Highway (N15), während der Gwydir Highway weiter nach Osten führt.
Insgesamt ist die Strecke 390 km lang und eine beliebte Alternativroute zwischen Sydney und Brisbane.

## Nummerierung
- keine Nummerierung von Nundle nach Tamworth
- von Tamworth nach Warialda[3]
- (gemeinsam mit dem Gwydir Highway) von Warialda nach Glen Innes

## Veranstaltungen
Entlang des Fossickers Way gibt es das ganze Jahr über viele Veranstaltungen, z. B. das jährliche Tamworth Country Music Festival im Januar. Der Fossickers Way Treasure Hunt ist ebenfalls eine jährliche Veranstaltung, die die Teilnehmer durch alle acht Städte an der Straße führt.